# Rhytipterna immunda
Rhytipterna immunda là một loài chim trong họ Tyrannidae.